# گورستان گوران برین ۲
قبرستان گوران برین ۲ مربوط به سده‌های متاخر دوران‌های تاریخی پس از اسلام است و در شهرستان سرباز، بخش مرکزی، دهستان پارود، ۲ کیلومتری شمال روستای حیط واقع شده و این اثر در تاریخ ۲۷ اسفند ۱۳۸۷ با شمارهٔ ثبت ۲۶۵۱۵ به‌عنوان یکی از آثار ملی ایران به ثبت رسیده است.